# Violet Evergarden
Violet Evergarden (ヴァイオレット・エヴァーガーデン?, Vaioretto Evāgāden) è una serie di light novel scritta da Kana Akatsuki e illustrata da Akiko Takase. Quattro volumi tankobon sono stati pubblicati da Kyoto Animation, sotto l'etichetta KA Esuma Bunko, a partire dal 25 dicembre 2015 fino al 4 marzo 2020. Un adattamento anime, sempre prodotto da Kyoto Animation, ha iniziato la trasmissione televisiva in Giappone il 10 gennaio 2018, e viene distribuito in simulcast in tutto il mondo da Netflix a partire dal giorno successivo, l'11 gennaio, anche in versione doppiata.
Sono stati realizzati due film animati costituenti il seguito della serie televisiva. Il primo, Violet Evergarden: Eternity and the Auto Memory Doll (ヴァイオレット・エヴァーガーデン 外伝 -永遠と自動手記人形-?, Violet Evergarden Gaiden: Eien to Jidou Shuki Ningyou), è uscito nelle sale giapponesi il 6 settembre 2019 ed è stato distribuito in tutto il mondo da Netflix dal 2 aprile 2020. L'uscita del secondo film Violet Evergarden: Il film (劇場版 ヴァイオレット・エヴァーガーデン?, Gekijō-ban - Vaioretto Evāgāden), annunciata inizialmente per gennaio 2020, è stata posticipata una prima volta al 24 aprile 2020 e ulteriormente posticipata a causa della pandemia da coronavirus al 18 settembre 2020. La distribuzione del film in tutto il mondo da parte di Netflix è stata definitivamente fissata a partire dal 13 ottobre 2021.

## Ambientazione
La storia è ambientata nel Leidenschaftlich (ライデンシャフトリヒ, Raidenshafutorihi), uno stato situato nel Sud del continente di Telesis, appena dopo la conclusione di quattro anni di guerra con l'Impero Gardarik, situato a Nord del continente e con capitale la città di Hormgard. La capitale del Leidenschaftlich si chiama Leiden (ライデン, Raiden), ed è il luogo dove risiede la società postale CH (C.H郵便社, Sī Eichi yūbin-sha), fondata da Claudia Hodgins. Qui lavorano le bambole di scrittura automatica, ovvero ragazze che sanno scrivere bene a macchina e che possiedono la capacità di mettere su carta i sentimenti di persone che chiedono loro aiuto per esprimerli in maniera da farli arrivare al cuore dei destinatari.

## Trama
Durante un'operazione militare, le forze armate del Leidenschaftlich catturano un'orfana dalle straordinarie capacità belliche che intendono sfruttare nella guerra contro l'impero Garalick. L'orfana viene dunque arruolata da giovanissima e affidata alle cure del maggiore Gilbert Bouganvillea, che le dà il nome di Violet Evergarden e le si affeziona, attribuendole valore come una persona, non come un'arma. Violet, però, essendo stata sempre esposta a null'altro che morte e distruzione, si dimostra incapace di provare emozioni e sentimenti, di cui peraltro ignora l'esistenza. 
All'indomani della fine della guerra l'ex soldato, per ordine del disperso maggiore Gilbert, viene reintegrata fra i civili e comincia a prestare servizio come bambola di scrittura automatica nella società postale di C. Hodgins, suo vecchio commilitone; da qui in poi, Violet inizia un commovente viaggio interiore alla scoperta delle emozioni umane e del significato delle parole "Ti amo", che il maggiore Gilbert le aveva rivolto nell'ultimo istante condiviso insieme.

## Personaggi

### Personaggi principali
Violet Evergarden (ヴァイオレット・エヴァーガーデン?, Vaioretto Evāgāden)
Doppiata da: Yui Ishikawa (ed. giapponese), Emanuela Ionica (ed. italiana)
È un'adolescente orfana che ha combattuto in guerra fin da giovanissima e non ha mai avuto occasione di fare esperienza delle emozioni umane. A tale scopo dopo la fine della guerra decide di diventare una bambola di scrittura automatica. Durante le guerra ha perso entrambe le braccia, che le sono state sostituite con delle pregiate protesi in metallo. Porta sempre con sé una spilla color malachite, dono del maggiore Gilbert, per cui conserva sentimenti di affetto e devozione. Ha una estrema resistenza fisica, una forza sovrumana e una personalità molto complessa: non conoscendo inizialmente le emozioni umane, è per ovvi motivi distaccata, e non fa altro che ubbidire ai comandi che le vengono imposti dagli altri. Tuttavia, scrivendo lettere e venendo a conoscenza dei sentimenti che provano le persone, ha uno sviluppo progressivo e profondo, che la fa evolvere in una ragazza dolce, altruista e compassionevole, rimanendo sempre molto elegante e formale. Si pente profondamente, fino al punto da volersi suicidare, del fatto che abbia ucciso molti nemici in guerra, e, pertanto, decide di non uccidere più nessuno.
Claudia Hodgins (クラウディア・ホッジンズ?, Kuraudia Hojjinzu)
Doppiato da: Takehito Koyasu (ed. giapponese), Niccolò Guidi (ed. italiana)
È un ex-comandante dell'esercito che, alla fine della guerra, ha fondato la sua società postale al fine di mettere in contatto tra di loro le persone toccate dalla guerra. Si prende cura di Violet al posto di Gilbert e ha degli atteggiamenti paterni con tutti i suoi dipendenti. Il suo nome è oggetto di mistero: si sa che Hodgins ne è molto imbarazzato, al punto che preferisce farsi chiamare per cognome. Solo nella light novel viene specificato che si chiama Claudia perché i suoi genitori avevano desiderato una bambina, e quindi hanno mantenuto il nome femminile.
Gilbert Bougainvillea (ギルベルト・ブーゲンビリア?, Giruberuto Būgenbiria)
Doppiato da: Daisuke Namikawa (ed. giapponese), Daniele Raffaeli (ed. italiana)
Maggiore dell'esercito membro di una famiglia di militari, è la prima persona a provare amore per Violet, che prende sotto la sua protezione. Si sente in colpa per aver destinato Violet alla guerra e desidera che la ragazza possa avere una vita normale, tanto che si mette d'accordo con Hodgins per trovare un impiego a Violet nella futura società di spedizioni di quest' ultimo. Dopo la guerra viene dato per disperso, ma Violet confida di poterlo reincontrare un giorno o l'altro.
Cattleya Baudelaire (カトレア・ボードレール?, Katorea Bōdorēru)
Doppiata da: Aya Endō (ed. giapponese), Eva Padoan (ed. italiana)
È una delle tante bambole di scrittura automatica più esperte della società postale CH, sempre attenta ai sentimenti delle altre persone. É sempre molto preoccupata dell'insensibilità di Violet. Nell'anime ha una relazione amorosa con Claudia Hodgins; nella light novel con Benedict Blue.
Benedict Blue (ベネディクト・ブルー?, Benedikuto Burū)
Doppiato da: Kōki Uchiyama (ed. giapponese), Alessio De Filippis (ed. italiana)
È un postino della società postale CH e non ha molto successo con le ragazze. Nel corso della storia si affeziona molto a Violet, che considera come una sorella minore.
Erica Brown (エリカ・ブラウン?, Erika Buraun)
Doppiata da: Minori Chihara (ed. giapponese), Monica Vulcano (ed. italiana)
È una bambola di scrittura automatica, timida e sensibile. Si sente simile a Violet a causa della sua inesperienza. Non è molto portata per il suo lavoro ed è presumibilmente innamorata di Benedict. Compare solo nell'anime.
Iris Cannary (アイリス・カナリー?, Airisu Kanarī)
Doppiata da: Haruka Tomatsu (ed. giapponese), Chiara Oliviero (ed. italiana)
È una bambola di scrittura automatica con un carattere solare ed allegro. Vuole diventare la migliore bambola dell'intero continente. Compare solo nell'anime.
Dietfried Bougainvillea (ディートフリート・ブーゲンビリア?, Dītofurīto Būgenbiria)
Doppiato da: Hidenobu Kiuchi (ed. giapponese), Marco Bassetti (ed. italiana), Fabio Gervasi (ed. italiana), chiamato Diethard Bougainvillea nell'adattamento italiano
È il fratello del maggiore Gilbert, ma a differenza di lui prova molta diffidenza verso Violet, che considera nient'altro che un'assassina sanguinaria. A differenza dei restanti membri della sua famiglia, che per generazioni hanno fatto parte dell'esercito, serve in marina con il grado di capitano.

### Personaggi secondari
Tiffany Evergarden (ティファニー・エヴァーガーデン?, Tifanī Evāgāden) (ep. 1, 7)
Doppiata da: Toshiko Sawada (ed. giapponese), Daniela Debolini (ed. italiana)
È una donna anziana proprietaria di un cottage dove inizialmente Violet sarebbe dovuta andare a vivere.
Luculia Marlborough (ルクリア・モールバラ?, Rukuria Mōrubara) (ep. 3, 6, 9, 13)
Doppiata da: Azusa Tadokoro (ed. giapponese), Alessandra Bellini (ed. italiana)
Compagna del corso per bambole di scrittura automatica di Violet, ha perso i genitori nel corso della guerra ed ora vive col fratello. Diventa stretta amica di Violet.
Spencer Marlborough (スペンサー・モールバラ?, Supensā Mōrubara) (ep. 3, 9)
Doppiato da: Subaru Kimura (ed. giapponese), Davide Capone (ed. italiana)
Fratello di Luculia, viene presentato come un ubriacone nullafacente ma in realtà è molto addolorato per la morte dei suoi genitori. Riesce a uscire dalla depressione grazie ad una lettera di Violet.
Rhodanthe (ローダンセ?, Rōdanse) (ep. 3)
Doppiata da: Yukari Nozawa (ed. giapponese), Roberta Greganti (ed. italiana)
Severa insegnante di un prestigioso corso per bambole di scrittura automatica. Nonostante all'inizio rimproveri Violet per via della totale assenza di sentimenti nelle sue lettere, successivamente riconosce il talento della ragazza, donandole una spilla d'oro come pegno per aver superato il corso.
Charlotte Abelfreyja Drossel (シャルロッテ・エーベルフレイヤ・ドロッセル?, Sharurotte Ēberufureiya Dorosseru) (ep. 5)
Doppiata da: Megumi Nakajima (ed. giapponese), Monica Volpe (ed. italiana)
Principessa di Drossel, ingaggia Violet per intrattenere una corrispondenza amorosa pubblica con il suo promesso sposo, che peralro ama sinceramente nonostante vi sia una grande differenza d'età fra i due. Violet la convince a scrivergli di persona, per meglio comunicare i suoi sentimenti.
Damian Baldur Flugel (ダミアン・バルドゥール・フリューゲル?, Damian Bardūru Furyūgeru) (ep. 5)
Doppiato da: Kenjirō Tsuda (ed. giapponese), Gabriele Lopez (ed. italiana)
Principe di un regno confinante con Drossel, è sinceramente innamorato di Charlotte, nonostante abbia 10 anni in più di lei. Quando la principessa inizi a scrivere lettera di proprio pugno anche lui fa lo stesso, decidendo di comunicare sinceramente senza più affidarsi a una bambola di scrittura automatica.
Alberta (アルベルタ?, Aruberuta) (ep. 5)
Doppiata da: Mami Koyama (ed. giapponese), Giò Giò Rapattoni (ed. italiana)
Dama di compagnia della principessa Charlotte, che la considera come una madre. È molto severa ma è molto affezionata alla ragazza.
Leon Stephanotis (レオン・ステファノティス?, Reon Sutefanotisu) (ep. 6)
Doppiato da: Yūto Uemura (ed. giapponese), Manuel Meli (ed. italiana)
Un astronomo con il quale Violet collabora per trascrivere alcuni antichi manoscritti, è combattuto tra un desiderio di stabilità e l'ambizione di viaggiare per il mondo.
Oscar Webster (オスカー・ウェブスター?, Osukā Webusutā) (ep. 7)
Doppiato da: Satoshi Taki (ed. giapponese), Emiliano Reggente (ed. italiana)
Drammaturgo famoso ormai sull'orlo della depressione dopo che la moglie e la figlia sono morte. Decide di affidare a Violet il completamento della sua ultima opera. La ragazza riesce a risollevarlo e lui, vedendo quanto Violet assomigliasse alla figlia perduta, le regala il suo parasole.
Olivia Webster (オリビア・ウェブスター?, Oribia Webusutā) (ep. 7)
Doppiata da: Sayaka Senbongi (ed. giapponese), Barbara Sacchelli (ed. italiana)
La defunta figlia di Oscar Webster, deceduta per malattia.
Clara Magnolia (ep. 10)
Doppiata da: Ayako Kawasumi (ed. giapponese), Alessandra Korompay (ed. italiana)
Una donna malata terminale che decide di convocare Violet per scrivere cinquanta lettere alla figlia, una per compleanno, che la aiuteranno a crescere senza di lei.
Anne Magnolia (アン・マグノリア?, An Magunoria) (ep. 10)
Doppiata da: Sumire Morohoshi (ed. giapponese), Valentina Pallavicino (ed. italiana)
Una bambina che ha inizialmente diffidenza verso Violet, ma poi si affeziona a lei. È la figlia di Clara Magnolia ed è molto vivace e spensierata. In futuro, nonostante la morte della madre, riuscirà a ricostruirsi una vita sposandosi e avendo un figlio.
Aidan Field (アイデン・フィールド?, Aiden Fīrudo) (ep. 11)
Doppiato da: Shintarō Asanuma (ed. giapponese), Leonardo Graziano (ed. italiana)
Un soldato della fazione dei moderati che chiede a Violet, prima di morire per le ferite riportate, di scrivere una lettera ai suoi genitori ed alla sua fidanzata.

## Media

### Light novel
La serie di light novel è stata scritta da Kana Akatsuki con le illustrazioni di Akiko Takase. Il primo volume è stato pubblicato da Kyoto Animation, sotto l'etichetta KA Esuma Bunko, il 25 dicembre 2015 e al 27 marzo 2020 ne sono stati messi in vendita in tutto quattro.
| Nº | Data di prima pubblicazione | Data di prima pubblicazione | Data di prima pubblicazione |
| Nº | Giapponese                  | Giapponese                  |                             |
| -- | --------------------------- | --------------------------- | --------------------------- |
| 1  | 25 dicembre 2015            | ISBN 978-4-907064-43-3      |                             |
| 2  | 26 dicembre 2016            | ISBN 978-4-907064-44-0      |                             |
| 3  | 23 marzo 2018               | ISBN 978-4-907064-81-5      |                             |
| 4  | 27 marzo 2020               | ISBN 978-4-910052-04-5      |                             |

### Anime

Logo della serie

Annunciato il 27 maggio 2016 con uno spot animato da Kyoto Animation, un adattamento anime, diretto da Taichi Ishidate e scritto sotto la supervisione di Reiko Yoshida, ha iniziato la messa in onda il 10 gennaio 2018. La sigla iniziale Sincerely è interpretata da TRUE mentre la sigla finale Michishirube è interpretata da Minori Chihara. Le sigle sono presenti soltanto negli episodi 3, 4, 6, 7, 8, 11 e 12. Il 4 aprile 2018 l'account ufficiale Twitter annuncia un nuovo progetto per l'anime, i cui dettagli non sono ancora stati rivelati.

#### Episodi
| Nº       | Titolo italiano Giapponese 「Kanji」 - Rōmaji | In onda          | In onda          |
| Nº       | Titolo italiano Giapponese 「Kanji」 - Rōmaji | Giapponese       | Italiano         |
| 1        | Le parole "Ti amo" e la bambola di scrittura automatica 「「愛してる」と自動手記人形」 - "Aishiteru" to Jidō Shuki Ningyō | 10 gennaio 2018  | 11 gennaio 2018  |
| 2        | Non tornerà, mai più 「戻って来ない」 - Modotte konai | 17 gennaio 2018  | 18 gennaio 2018  |
| 3        | Che tu possa essere un esempio per le bambole di scrittura automatica 「あなたが、良き自動手記人形になりますように」 - Anata ga yoki Jidō Shuki Ningyō ni narimasu yō ni | 24 gennaio 2018  | 25 gennaio 2018  |
| 4        | Rispecchierai quel nome, e non sarai solo uno strumento 「君は道具でなく、その名が似合う人になるんだ」 - Kimi wa dōgudenaku, sono na ga niau hito ni narunda | 31 gennaio 2018  | 1º febbraio 2018 |
| 5        | Tu scrivi lettere che fanno avvicinare le persone? 「人を結ぶ手紙を書くのか?」 - Hito o musubu tegami o kaku no ka? | 7 febbraio 2018  | 8 febbraio 2018  |
| 6        | Da qualche parte, sotto un cielo stellato 「どこかの星空の下で」 - Doko ka no hoshizora no shita de | 14 febbraio 2018 | 15 febbraio 2018 |
| 7        | 「 」 | 21 febbraio 2018 | 22 febbraio 2018 |
| 8        | | 28 febbraio 2018 | 1º marzo 2018    |
| 9        | Violet Evergarden 「ヴァイオレット・エヴァーガーデン」 - Vaioretto Evāgāden | 7 marzo 2018     | 8 marzo 2018     |
| 9        | Violet si reca presso il campo di battaglia per cercare il corpo del maggiore, ma senza successo. Tornata a casa, è colta da enormi dubbi riguardo alla sua esistenza e alle proprie colpe, ma, allo stesso tempo, si rende conto di tutto il bene che ha fatto alle persone che ha aiutato nel corso della sua carriera come bambola di scrittura automatica. |                  |                  |
| 10       | Una persona amata ti proteggerà sempre 「愛する人はずっと見守っている」 - Aisuru hito wa zutto mimamotteiru | 14 marzo 2018    | 15 marzo 2018    |
| 11       | Non voglio che muoia più nessuno 「もう, 誰も死なせたくない」 - Mō, dare mo shinasetakunai | 21 marzo 2018    | 22 marzo 2018    |
| 11       | Violet raggiunge il campo di battaglia Campo Menace, nella regione di Ctrigall, dove è in corso una guerra civile. I soldati dell'esercito moderato hanno richiesto una bambola di scrittura automatica per scrivere ai loro cari. Mentre Violet sta giungendo sul posto, i soldati subiscono un pesante attacco nemico e lei ritrova un unico superstite, Aiden Field, gravemente ferito, che però quella stessa notte muore sotto le lacrime della protagonista. A Violet non resta altro da fare che consegnare responsabilmente alla sua famiglia, e alla sua amata Maria, le lettere che il giovane soldato le aveva dettato prima del suo ultimo respiro. |                  |                  |
| 12       | | 28 marzo 2018    | 29 marzo 2018    |
| 12       | Un emissario della regione sud è diretto a Gardarik per firmare un trattato di pace. I soldati estremisti, però, danneggiano la linea ferroviaria e si infiltrano nel treno prima della partenza. Anche Violet sale sul treno assieme a Cattleya e Benedict nonostante gli ordini contrari del generale Bougainvillea, il fratello di Gilbert. Durante il viaggio gli estremisti attuano il loro piano e Violet protegge il generale dal proiettile sparato da un nemico. |                  |                  |
| 13       | La bambola di scrittura automatica e le parole "Ti amo" 「自動手記人形と「愛してる」」 - Jidō Shuki Ningyō to "aishiteru" | 4 aprile 2018    | 5 aprile 2018    |
| 13       | Nello scontro sul treno Violet perde l'uso delle sue braccia meccaniche ma riesce a salvare i passeggeri staccando le bombe dei nemici dal ponte che da lì a pochi momenti sarebbe stato attraversato dal treno: finalmente in tutto il continente torna la pace. Il fratello di Gilbert cambia il suo giudizio su Violet e vorrebbe che sua madre la conoscesse. L'anziana signora ha faticato molto ad accettare la scomparsa di suo figlio Gilbert ma lo considera ancora vivo nei suoi ricordi. Violet condivide questo sentimento e ricorda il periodo in cui non desiderava altro al di fuori di ricevere suoi ordini. In occasione della festa della pace, ogni bambola di scrittura automatica ha l'incarico di preparare molte lettere di buoni propositi per la popolazione e anche una lettera personale da rivolgere ai caduti. Per Violet è la prima lettera che scrive da sola e decide di destinarla al maggiore Gilbert. Nella lettera lo ringrazia per averla accolta nel mondo e per averla amata; adesso Violet sa che cosa vuol dire "io ti amo". Improvvisamente alla società postale CH arriva un cliente che chiede di Violet Evergarden per un incarico urgente, ma non ci è dato sapere chi sia. |                  |                  |
| 14 (OAV) | E un giorno, capirai che cos'è l'amore 「きっと"愛"を知る日が来るのだろう」 - Kitto "ai" o shiru hi ga kuru no darō | 4 luglio 2018    | 4 ottobre 2018   |
| 14 (OAV) | Le vicende si svolgono temporalmente tra il 4º e il 5º episodio della serie. Violet è incaricata di scrivere una lettera d'amore per una cantante lirica, Irma, che è arrivata a lei grazie all'insegnante Rhodanthe dell'accademia di scrittura automatica. La richiesta però si rivela troppo complicata e Irma non è mai soddisfatta delle proposte di Violet. Aldo, il suocero di Irma, le svela che in realtà la lettera dovrà diventare il testo di una canzone della prossima opera, in cui una ragazza aspetta il suo innamorato ancora assente per via della guerra. Violet chiede un sostegno alle altre bambole della CH che scrivono per lei alcuni testi. Siccome anche Irma come la protagonista dell'opera è ancora in attesa che il suo innamorato torni dalla guerra, Violet passa del tempo con lei per comprendere i suoi sentimenti e avere qualche ispirazione. Alla fine Violet riesce a scrivere un testo che soddisfa pienamente le aspettative. |                  |                  |

### Colonna sonora

#### Sigle
Le sigle sono inserite solo negli episodi 3, 4, 6, 7, 8, 11 e 12.
Sigla di apertura
- Sincerely di TRUE

Testo di: Miho Karasawa; musica e arrangiamento di Evan Call (Akita Horie).
Sigla di chiusura
- Michishirube (みちしるべ?), di Minori Chihara

Testo di: Minori Chihara; musica e arrangiamento di Elements Garden (Daisuke Kikuta).

#### Album
La colonna sonora dell'anime è stata interamente composta dall'artista Evan Call e pubblicata nell'album VIOLET EVERGARDEN: Automemories su etichetta Lantis.
- Disco 1

1. Theme of Violet Evergarden – 2:17
2. A Doll's Beginning – 2:43
3. One Last Message – 3:10
4. Unspoken Words – 2:46
5. A Simple Mission – 2:17
6. Another Sunny Day – 2:08
7. The Voice in My Heart – 2:20
8. Rust – 2:51
9. In Remembrance – 2:41
10. Ink to Paper – 2:08
11. The Birth of a Legend – 2:13
12. To The Ends of Our World – 2:40
13. Back in Business – 2:02
14. A Place to Call Home – 2:12
15. An Admirable Doll – 2:11
16. Those Words You Spoke to Me – 2:13
17. Strangeling – 2:11
18. A Bit of Sass – 2:10
19. Each Memory a Message – 2:18
20. The Long Night – 2:39
21. Violet Snow for Orchestra – 2:53

Durata totale: 51:03
- Disco 2

1. Across the Violet Sky – 2:44
2. Wherever You Are, Wherever You May Be – 2:25
3. Never Coming Back – 2:24
4. Adamantine Dreams – 3:10
5. The Ultimate Price – 2:59
6. Inconsolable – 2:38
7. The Love That Binds Us – 3:55
8. Devoid of Hope – 2:29
9. Torment – 2:02
10. Fractured Heart – 2:29
11. Innocence – 2:02
12. Always Watching Over You – 2:24
13. Torn Apart at the Seams – 2:04
14. Intertwined Fates – 2:03
15. The Stench of Fear and Hatred – 1:45
16. The Songstress Aria (Instrumental) – 1:05
17. The Storm – 2:12
18. Letters From Heaven – 2:23
19. What It Means To Love – 1:54
20. Violet's Letter – 2:13
21. Sincerely (Short Size) – 1:34
22. Michishirube (Short Size) – 1:32
23. Believe in... (Short Size) – 1:45
24. Violet Snow (Short Size) – 0:32
25. The Songstress Aria – 1:06
26. Letter (Short Size) – 1:38

Durata totale: 55:27

### Film d'animazione
Sono stati realizzati due film animati: il primo, Violet Evergarden: Eternity and the Auto Memory Doll (ヴァイオレット・エヴァーガーデン 外伝 -永遠と自動手記人形-?, Vaioretto Evāgāden Gaiden: Eien to jidō shuki ningyō) è uscito nelle sale cinematografiche giapponesi nel settembre 2019 ed è stato distribuito in tutto il mondo in streaming da Netflix a partire dal 2 aprile 2020.
Un secondo film animato, Violet Evergarden: Il film (劇場版 ヴァイオレット・エヴァーガーデン?, Gekijō-ban - Vaioretto Evāgāden), seguito della serie televisiva, era stato inizialmente annunciato per il 10 gennaio 2020, ma dopo l'incendio che ha causato danni e vittime presso lo studio di animazione Kyoto Animation il progetto era stato rimandato a data da destinarsi. L'uscita nei cinema giapponesi è stata in seguito programmata per il 24 aprile 2020 per poi essere posticipata di nuovo a causa della pandemia da coronavirus al 18 settembre 2020. La distribuzione del film in tutto il mondo da parte di Netflix è stata definitivamente fissata a partire dal 13 ottobre 2021.